# Micropora coriacea
Micropora coriacea is een mosdiertjessoort uit de familie van de Microporidae. De wetenschappelijke naam van de soort is voor het eerst geldig gepubliceerd in 1847 door Johnston.